# Palovesi
Der Palovesi bildet ein Glied in einer Seenkette in der finnischen Landschaft Pirkanmaa. 
Im Norden fließt der Ruovesi in den Palovesi ab, der wiederum zum südlich anschließenden Näsijärvi entwässert wird.
Der See setzt sich aus drei aneinandergereihten offenen Wasserflächen zusammen: Jäminginselkä, der eigentliche Palovesi und der Ohrioriselkä.
Die Wasserfläche umfasst 42,72 km².
Der See liegt auf einem Niveau von 96 m und erreicht eine maximale Wassertiefe von 60,97 m.
Der See liegt in der Gemeinde Ruovesi, dessen Zentrum wenige Kilometer nordöstlich liegt.